# Sa Pobla
Sa Pobla o La Pobla, antigament també Uialfàs o la Pobla d'Uialfàs, és una vila i municipi del Raiguer de Mallorca. Limita amb els termes de Búger, Campanet, Pollença, Alcúdia, Muro, Llubí i Inca. Es troba a 42 km de la capital insular.
Sa Pobla està situada al nord-est de l'illa de Mallorca, amb una extensió de 48.53 km² i pertany a la mancomunitat del nord. Les seves especials característiques orogràfiques i l'abundància d'aigua en el seu subsòl han caracteritzat el municipi com el principal productor d'horta de l'illa de Mallorca, essent molt destacable el cultiu de la patata primerenca, exportada a Anglaterra; també s'hi fan en abundància mongetes, fraules i síndries, entre d'altres.

## Població
| Entitat de població | Habitants (2024) |
| sa Pobla            | 14.719           |
| Font: INE           |                  |

## Medi físic

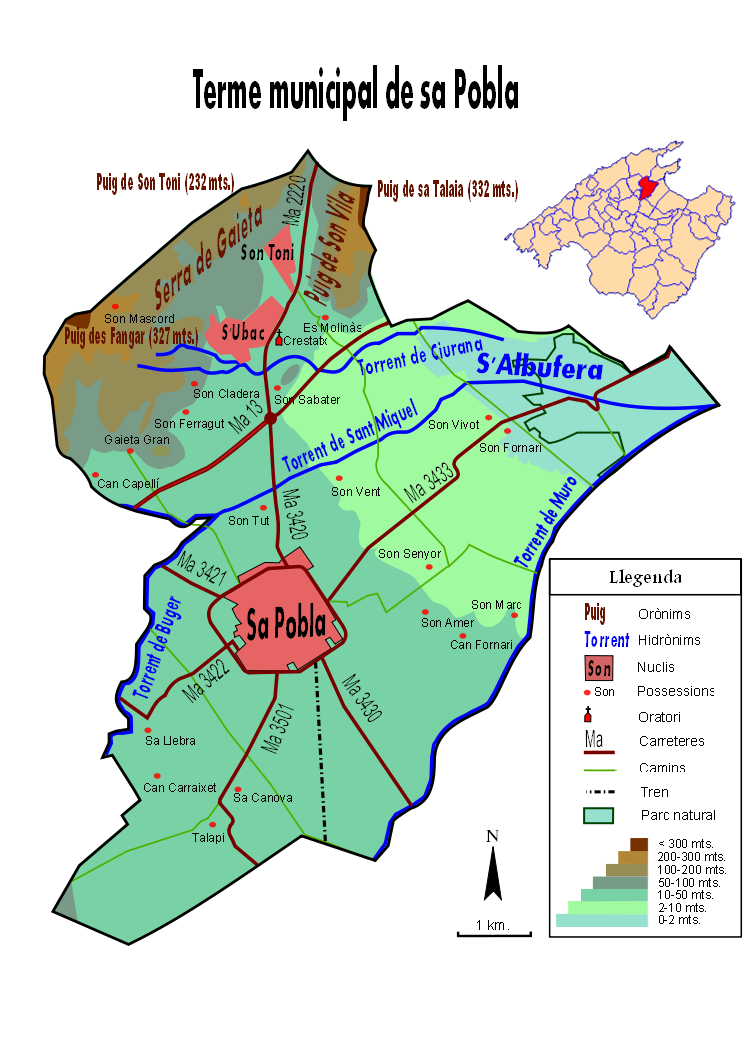
Mapa del terme de Sa Pobla

Predomina el relleu pla, a una altitud mitjana de 36 m sobre el nivell del mar, el terme es pot dividir en tres zones diferenciades: 
El raiguer, al nord i al nord-oest, amb els costers meridionals, contraforts terminals de la Serra de Tramuntana, de la Serra de Gaieta i el Puig de Son Vila, moles allargassades, d'altura irregular i pendent poc abrupte (tret del vessant occidental del puig de Son Vila), separades per la Vall de Crestatx. Amb prou feines superen, en ambdós casos, els 300 m d'altitud, amb el màxim del Puig de la Talaia amb 339 m. Els seus punts culminants fan partió amb Campanet, Pollença i Alcúdia. Aquesta zona suposa a l'entorn del 16% del terme. En les seves proximitats, però dins la plana, s'hi troba aïllat el petit puig de Son Sabater (58 m.).
El pla, que ocupa una ampla planura amb tendència descendent cap a l'Albufera i la Badia d'Alcúdia, i que inclou les terres primes de ponent, d'origen al·luvial, on s'ubica el nucli històric de la vila (25 m sobre el nivell de la mar) i la marjal, que fou objecte de dessecació artificial des del s. XV fins al s. XIX, limita amb Muro, Llubí, Inca i Búger. Aquesta zona ocupa el 75% del territori.
L'Albufera al llevant, inundada pràcticament tot l'any i que, malgrat que en el terme de Sa Pobla, s'allunya fins a uns 6 km de la mar, no supera els 2 m sobre el seu nivell. Suposa un 9% del terme municipal.

### Geologia
La zona muntanyosa està conformada per materials del Mesozoic: dolomies, calcàries i margues guixenques del Triàsic; i per calcàries del lias.
La plana i l'albufera estan conformades per materials al·luvials quaternaris. A la zona més alta hi predominen els llims vermells, els conglomerats i els gresos, mentre que a la més baixa ho fan els fangs i els llims grisos.
La capa superficial de les terres cultivables de Sa Pobla han estat profundament modificades per l'acció humana, bé sigui per rebliment de zones abans inundades de la marjal, bé sigui per rompuda i espedregament o aportació de terres fèrtils externes.

### Hidrologia
A Sa Pobla hi conflueix la conca hidrològica més important de Mallorca, 640 km² que suposen la cinquena part del total superficial de l'illa, la qual recull les aigües de la major part del vessant sud-oriental de la Serra de Tramuntana, (des de la Vall d'Orient fins al Puig Tomir), de quasi tot el Raiguer i del sector occidental del Pla de Mallorca (des de Santa Eugènia al massís de Randa). Aquesta conca, conformada encara per diversos torrents, es concentra, al límit oriental del terme amb Muro, al canal Gran, curs fluvial artificial que travessa de manera segregada l'Albufera:
- El Torrent de Sant Miquel procedent de Campanet on arreplega les aigües del Torrent de Comafreda o de Lluc i de les Fonts Ufanes, travessa el terme de ponent a llevant i aporta 16 hm³ de mitjana anual. Fins al segle xix desguassava a l'Albufera i actualment ho fa a la badia d'Alcúdia pel Canal Gran.
- El Torrent de Búger que recull les aigües del Torrent de Massanella, fa de partió amb Búger i és afluent del de Sant Miquel.
- El Torrent de Muro que arreplega les aigües dels torrents de Sólleric, d'Almedrà i de Pina, fa partió amb Muro. Aporta entre 4 i 8 hm³ anuals. Com el de Sant Miquel, antigament desembocava a l'Albufera.
- El Torrent de Siurana, d'escàs cabal, que travessa la vall de Crestatx, íntegrament pel nord del terme de Sa Pobla, i que desguassa a l'Albufera.

La hidrologia superficial és completa amb la part més occidental i interior de l'Albufera, que després de les obres de dessecació i canalització del segle xix, quedà aïllada dels torrents que abans hi desembocaven mitjançant la superposició del Canal Gran, al qual també hi aboca els seus excedents l'Albufera molt a prop de la desembocadura, en el terme de Muro. Així mateix existeix una densa xarxa de séquies tant a l'interior del pantà com a les seves proximitats producte d'aquella dessecació i d'altres de més antigues d'abast més limitat.
Pel que fa al subsòl, l'aigua hi és abundant i, en les proximitats de l'Albufera, el nivell freàtic s'acosta molt a la superfície (en aquest cas denominat trespel en la parla local). L'aigua del subsòl procedeix tant d'escorrenties subterrànies com de la infiltració de gran part de l'aigua de pluja i de la que transporten els torrents, a causa del caràcter extremadament permeable del seu terreny, fins al punt que després dels períodes de sequera, les grans avingudes d'aigua no arriben a la mar. Per això Sa Pobla disposa de grans dipòsits d'aigua subterrània amb una alta capacitat de renovació i sobre els que l'albufera actua com a fre a la salinització, que només es presenta en cas de cicles llargs de sequera extrema. Això permet abastar l'alt consum demandat per l'agricultura intensiva i l'aigua potable del municipi així com la d'Alcúdia i les seves zones turístiques. Per contra les aigües del subsòl pateixen, en diferent grau, problemes de contaminació per nitrats.

### Flora, fauna i usos del sòl
Els diferents tipus de vegetació i fauna de Sa Pobla, és coherent amb les tres zones geogràfiques que la integren i les seves característiques han definit els usos humans que s'hi han desenvolupat:
Alzinars, pinars i garrigues a les muntanyes, també alguns cultius de secà a les zones més baixes i de fruiters a les zones de transició, en aquesta zona s'hi pot trobar la fauna pròpia de la Serra de Tramuntana, amb presència d'alguns mamífers, com la geneta i el mostel i les aus pròpies d'aquest entorn. Bona part d'aquest àmbit és sòl rústic protegit amb la qualificació d'Àrea natural d'especial interès. En aquest àmbit s'hi han desenvolupat diverses pedreres, actualment inactives, i dos assentaments de població molt pròxims de caràcter unifamiliar molt extensos: s'Ubac i Son Toni.
Cultius de reguiu a les planes, amb dues minúscules taques de bosc, dels que és destacable el bosc de Talapi, alzinar relictual d'un gran alzinar del Pla de Mallorca, ubicat a prop de Búger. En tota aquesta zona la presència de fauna és molt escassa tret que s'hi trobin de pas. En aquesta zona s'hi assenta el nucli de població que dona nom al terme, ocupa unes 150 hectàrees i hi conflueixen les principals vies de comunicació interurbanes, en els darreres anys s'hi ha construït una via de circumval·lació. També en els darrers anys s'ha introduït a Sa Pobla l'hàbit d'edificar residències i naus industrials en sòl rústic que està afectant significativament el paisatge tradicional del terme i perjudicant els usos agraris.
Vegetació aquàtica a l'albufera i les séquies pròximes, amb abundància del canyet, la bova, la sesquera o el jonc, així mateix s'hi desenvolupen les plantes de creixement aquàtic com els créixecs, les llenties d'aigua o la coa de mart. També és possible trobar-hi algun exemplar d'arbre hidrofil, com el poll, l'om o l'àlber en zones emergides. La fauna d'aquesta zona, pròpia de les zones humides, és molt rica i diversa, en el conjunt de la zona s'hi han identificat unes dues-centes espècies d'aus, una cinquantena d'elles sedentaries i moltes altres nidificants, els anàtids, les gruiformes o les rapinyaires hi són abundants. Entre els amfibis i rèptils s'hi troben la tortuga d'aigua, la serp d'aigua, el granot i el calàpet. Els mamífers són els propis de tota l'illa, amb conills, llebres, mostels, rates, ratolins i diverses espècies de ratapinyades. Els peixos predominants són d'aigua salada (com les llises i les anguiles) i hi ha dues espècies d'aigua dolça que han estat introduïdes, la Gambúsia i el jonqueter. La importància de la biodiversitat de l'albufera ha fet que aquest espai sigui parc natural, LIC, ZEPA i participa de la xarxa de zones humides Ramsar.

### Clima
|                                   | Gen. | Feb. | Mar. | Abr. | Maig | Juny | Jul. | Ago. | Set. | Oct. | Nov. | Dec. | Anual |
| Temp. màx. extrema (mitjana) [°C] | 20,2 | 21,8 | 25,1 | 26,8 | 30,2 | 35,0 | 38,0 | 37,9 | 34,0 | 29,1 | 24,5 | 21.2 |       |
| Temp. mín. extrema (mitjana) [°C] | -1,2 | -0,5 | 0.3  | 2.3  | 5,9  | 10.5 | 13.5 | 14,5 | 11,5 | 7,3  | 2,6  | 0,1  |       |
| Temp. mitjana [°C]                | 9,8  | 10,3 | 11,9 | 14,0 | 17,8 | 21,6 | 24,8 | 25,4 | 22,2 | 18,2 | 13,7 | 10,8 | 16,7  |
| Precipitacions [mm]               | 47,5 | 35,6 | 34,2 | 35,7 | 36,8 | 16,4 | 6,4  | 21,9 | 65,9 | 81,3 | 80,7 | 57,6 | 520,0 |

El clima de Sa Pobla és mediterrani humit, les precipitacions oscil·len entre els 800 mm. a la muntanya i els 520 a la plana. La sequera estiuenca és el fenomen més estable; la resta de l'any les pluges es distribueixen de manera irregular, tot i que estadísticament són més abundants a la tardor. Pel que fa a les temperatures, Sa Pobla rep amb menys intensitat els efectes moderadors de la mar a causa de l'efecte barrera de l'albufera quan no hi ha vent, per això les seves temperatures poden ser lleugerament més extremes que altres zones baixes de l'illa, essent habituals les temperatures mínimes per davall zero a l'hivern i les màximes a l'entorn dels 40 graus a l'estiu; per aquest mateix motiu són freqüents els fenòmens d'inversió tèrmica a les seves muntanyes.
A causa del poc desnivell de les seves terres i a la potència de la seva conca hidrogràfica, a Sa Pobla són freqüents els episodis d'inundació causats pel desbordament dels torrents, del vas de l'Albufera o per la impossibilitat d'infiltrar l'aigua de pluja quan els dipòsits subterranis es troben saturats, aquestes inundacions són més intenses en les proximitats de l'Albufera. L'any 1852 una gran inundació coneguda amb el nom de sa plena d'en Gelat donà peu al projecte definitiu de dessecació de l'Albufera. També, al segle xx, es feren obres de protecció al Torrent de Sant Miquel elevant els seus marges (el malecó del torrent), per la qual cosa, quan va ple, en molts trams transcorre per damunt del nivell dels horts, això dificulta el drenatge quan la inundació ja s'ha produït i ocasionalment les terres més baixes poden romandre inundades al llarg de setmanes fins que baixa el nivell de l'Albufera. A la vila les inundacions importants només es produeixen pel desbordament del Torrent de Búger que, fins a la construcció de la via de ronda, obria un xaregall que s'acanalava pel carrer Major, d'oest a est, en direcció a l'Albufera.

## Demografia històrica
| Any  | Habitants | Any  | Habitants | Any  | Habitants | Any  | Habitants | Any  | Habitants | Any  | Habitants | Any  | Habitants |
| ---- | --------- | ---- | --------- | ---- | --------- | ---- | --------- | ---- | --------- | ---- | --------- | ---- | --------- |
| 1364 | 965       | 1466 | 550       | 1591 | 1.950     | 1750 | 1.972     | 1784 | 2.266     | 1840 | 3.094     | 1860 | 3.637     |
| 1877 | 4.861     | 1887 | 5.681     | 1900 | 5.999     | 1910 | 6.894     | 1920 | 7.851     | 1930 | 8.830     | 1940 | 10.147    |
| 1950 | 10.217    | 1960 | 9.931     | 1970 | 9.927     | 1981 | 10.019    | 1991 | 10.092    | 2002 | 11.704    | 2010 | 12.831    |

Referència: Arxiu Històric de Sa Pobla.

## Transports i comunicacions

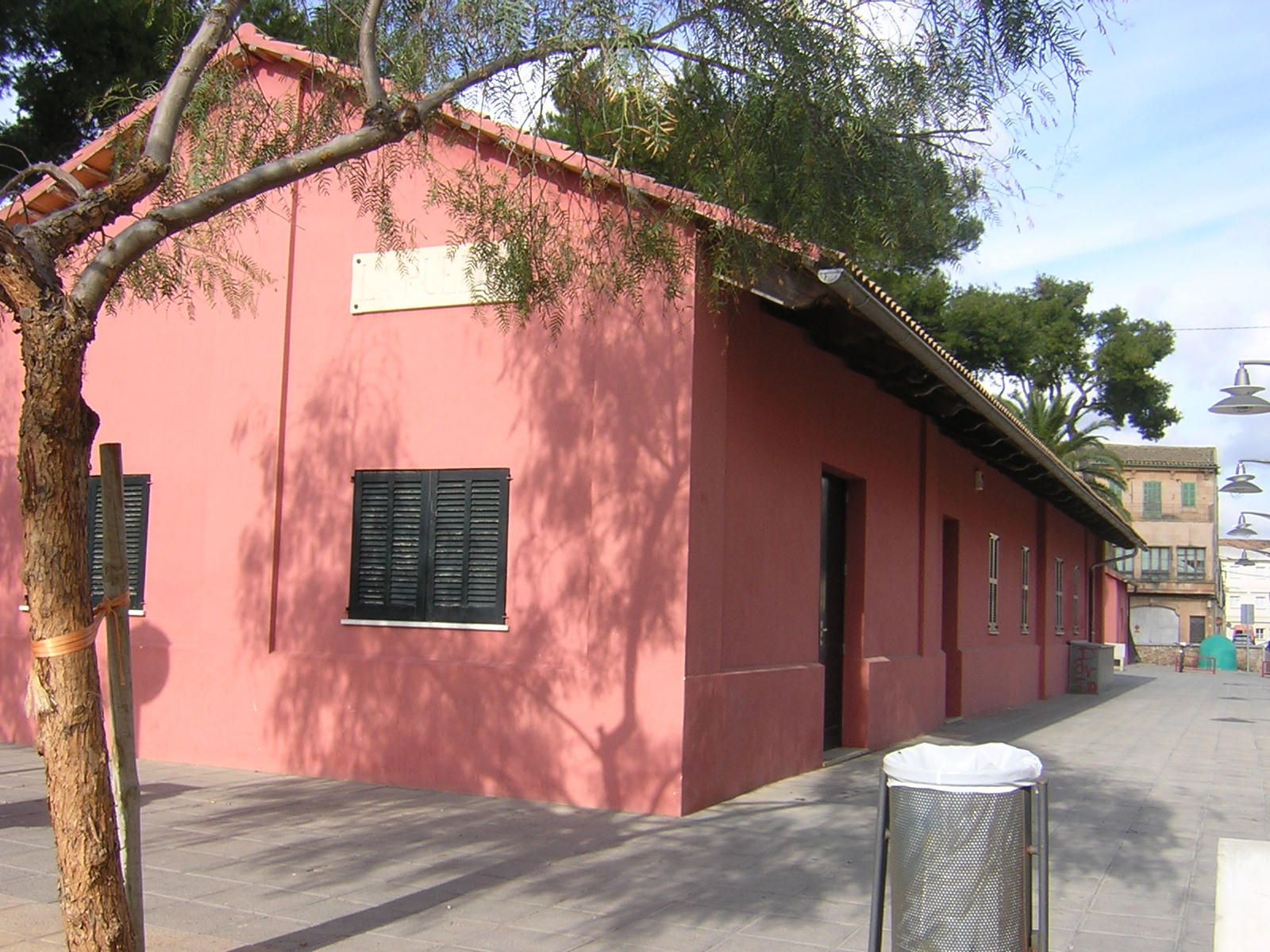
Antiga estació del tren de Sa Pobla

Sa Pobla està molt ben comunicada per carretera per l'eix Palma-Alcúdia, en gran part autopista, situat a 2 km del nucli; a més té carreteres cap a la Platja de Muro, Muro, Llubí, Búger i Pollença.
El principal mitjà de transport públic és el ferroviari que compta actualment amb trens de freqüència horària cap a Palma i viceversa. La línia, actualment explotada pels Serveis Ferroviaris de Mallorca, es va inaugurar el 24 d'octubre de 1878 i es tancà el 28 de febrer de 1981. Es tornà a obrir el 27 de desembre del 2000 i des del 29 d'octubre de 2018 està electrificada. La vella estació es trobava davant dels carrers Mercat i Gran. Actualment l'estació és la seu de la policia municipal local, i abans era el Museu de Sant Antoni i el Dimoni. La nova estació del tren, que tanmateix és provisional, es troba a prop de la carretera a Muro. Està prevista la seva reubicació en un punt pròxim a la carretera de s'Albufera, on es preveu un aparcament per a vehicles particulars i una estació d'autobusos.
Així mateix compta amb tres línies d'autobusos regulars que comuniquen el poble amb nuclis propers no connectats per ferrocarril: Búger i Campanet, amb final a Inca; Muro i Alcúdia, amb origen des de Palma; i Pollença i Port de Pollença. També hi ha servei de ràdio-taxi, però no hi ha cap aturada de taxis.

## Història
De l'època prehistòrica queda la pitjada de disset jaciments arqueològics. Encara es conserven coves de l'època pre-talaiotica. Un d'aquests talaiots és el Claper Gran. Hi ha restes d'enterraments prehistòrics. De l'època romana en queden restes d'àmfores, ceràmica i monedes.
Els sarraïns designaren el lloc, on actualment s'ubica la vila, amb el nom de Huayar-al fas: "Aigua del prat", es tractava l'alqueria de major extensió documentada al Llibre del Repartiment, amb 50 jovades, i depenia del Juz' d'Inkan, com la major part del terme, encara que alguns àmbits perifèrics de l'actual delimitació pertanyien als Juzz de Muruh (Muro) i al de Bulansa (Pollença).
En el repartiment correspongué a la porció reial, i el Rei les assignà en alou franc a diversos porcioners, Huyalfàs, Adducayras i Sila als homes de Barcelona, Vernissa a l'orde del Temple, Talapi als germans Frener, el Rei es reservà el domini directe de Crestatx, la Marjal i la seva porció de l'Albufera, d'altres ens resulten desconegudes com és el cas de Gaieta. Al llarg del segle xiii s'inicià una lenta colonització dispersa a partir de l'establiment emfitèutic de porcions menors, sobretot a Huialfàs i, a partir de 1280, a Crestatx. Aleshores Mallorca estava conformada per un únic municipi o universitat, però el monarca disposava de batles amb funcions judicials menors arreu del territori, l'actual Sa Pobla pertanyia a la batlia d'Inca.
Eclesiàsticament depenia de la Parròquia de Sant Miquel de Campanet, documentada el 1248, si bé, almenys des de 1286 ja existia l'oratori sufragani de Santa Margalida de Crestatx. El 1285 els prohoms de la Parròquia de Sant Miquel es reuneixen a l'església per elegir els representants que han de prestar homenatge al Rei Alfons, cosa que indica una certa autonomia organitzativa respecte d'Inca a l'entorn de la parròquia, amb Campanet com a incipient nucli urbà de referència pel territori.
El 1300 Jaume II de Mallorca, en el marc de la seva política de creació i ordenació de viles foranes mitjançant les Ordinacions, manà la fundació de la Pobla de Huialfàs i la seva ordenació urbanística, fixà condicions favorables per promoure l'establiment de colons al nucli, la dotà de serveis públics: carnisseria, peixateria, escrivania i batle, separat del d'Inca i amb jurisdicció sobre els actuals termes de Campanet i Búger, i estableix la comuna de la Marjal, amb més de 1.000 quarterades.
A partir d'aquest disseny inicial, s'anà configurant el sistema institucional que regiria fins al Decret de Nova Planta: el 1310 ja consta l'existència d'un batle reial; el 1315 Sanç I converteix les batlies en universitats o municipis, moment en què es degué crear la Juraria, òrgan de govern local, i és fixa la representativitat de la vila al Gran i General Consell i al Sindicat Forà; el mateix any el Rei Sanç concedí a l'església d'Uialfàs, preeminència parroquial sobre la de Sant Miquel de Campanet; el 1336 s'instituí l'ofici de mostassaf; el 1367 amb la segregació civil i eclesiàstica definitiva de Campanet, que integrava Búger, queden fixats els límits del terme municipal de manera molt similar a l'actual; el 1392 es crea un Consell de la Universitat per assistir als jurats.
La guerra entre Pere el Cerimoniós i Jaume III de Mallorca, amb la derrota d'aquest darrer, no tengué efectes detectables a Sa Pobla, que envia a Gerard Llull i Arnau Sacanal a retre homenatge al nou monarca. Però el context bèl·lic posterior de la Corona d'Aragó amb guerres contra Sardenya, Castella i Gènova documenta la participació d'alguns poblers en aquests conflictes o en els preparatius per a la defensa, com la mostra d'homes d'armes de 1359, l'obligació de disposar de cavalls per part d'11 poblers el 1362, la contribució a l'armament de galeres el 1388 o la de la contribució amb homes per a l'edificació de la murada d'Alcúdia.
La principal activitat econòmica d'aleshores fou la ramaderia, a partir de l'explotació comunal de la Marjal reservada als poblers, els quals practicaven una curta transhumància entre les terres comunals inundables, impracticables a l'hivern, i les terres seques de l'interior. Al segle xv es comença a documentar l'establiment de petites porcions de la Marjal per ser dessecades, mitjançant la canalització de les aigües, i destinades a l'agricultura i a la sembra d'espècies forestals hidròfiles (oms, polls...), la qual cosa provocà importants conflictes amb l'activitat ramadera, especialment bovina, caprina i cavallina, que a la llarga feu inviable la continuïtat del pasturatge, el qual acabà essent substituït per l'agricultura mitjançant un accelerat procés de dessecació de les terres més pròximes a l'Albufera, molt estés al segle xvii.
A la carretera de Sa Pobla cap a Pollença, trobam l'oratori medieval de Crestatx. El nom de Crestatx, deriva del llatí "castrum" o campament.
Al segle xvi la famosa Guerra de les Germanies. Batalles que participaren els poblers entre 1521-1524, foren:
El 15 d'agost de 1522 se celebrà la batalla del Pujol de Son Sabater, un episodi molt important de la Guerra. En la batalla de Muro i la batalla de Son Fornari o de Sa Marjal moriren milers de persones. En acabar la revolta tingué lloc la Repressió de les Germanies de 1524.
Al segle xvii apareix una època molt més tranquil·la, on sortirà un conegut personatge pobler: El Capità Pere Antoni Ferragut Cànaves.
Al segle xviii en temps de la Guerra de Successió i del Decret de Nova Planta, es construí la parròquia de Sant Antoni Abat, a la plaça de l'església. És l'època del canonge pobler, Cristòfol Cladera Company, "El Tresorer Cladera".
Al segle xix, Sa Pobla entra dins una època de modernització agrària i la industrialització. En setembre de 1812 es començaren les obres per construir la Casa Consistorial i en 1822 s'inaugurà com l'ajuntament de Sa Pobla. Per primer cop, el tren arriba a la vila. El dia 19 de gener de 1872, l'arxiduc Lluís Salvador d'Àustria-Toscana visità Sa Pobla per comprar la finca de Miramar, propietat del pobler D. Joan Serra. Sa Pobla comença a elaborar el vi i es planten moltes vinyes. Arriba a tenir uns vint-i-tres cellers de vi. En l'actualitat, només queda un celler en funcionament, Bodegues Crestatx, fundat en 1898.
Al segle xx, Sa Pobla durà viatgers a Palma amb la coneguda "Sa Camiona", un camió de passatgers que feia d'autobús. Arriba per primer cop la llum elèctrica a Sa Pobla amb la central elèctrica.
Sa Pobla comptà amb l'edició de dues revistes: Sa Marjal que funcionà des de 1909 fins a 1928 i el seu promotor fou Mn. Joan Parera Sansó (1865-1928) capellà de la vila; la revista Vialfas que funcionà des de 1957 fins a 1963.
En 1957 Sa Congregació Mariana servia per a les trobades i representacions teatrals.
Els Gegants Poblers s'estrenen el 1984.

### Política geogràfica i administrativa elegida i situació del conreu pobler entre el segle XX-XXI
Entre els anys 1830-1987 (el document formal adjunt indica 1983 ), després de la reelecció política regional i nacional (guerra civil espanyola que començà al 1936 i acabà al 1939) i l'organització administrativa territorial, la localitat poblera va escollir la zona territorial de «camp extens i obert», donant així prioritat al municipi de Muro per administrar el que avui en dia és reconegut com a «Platges de Muro», que separa avui en dia amb «Platges d'Alcúdia» ; o Port d'Alcúdia, localitat d'Alcúdia i Can Picafort de Santa Margalida, pertanyents ambdós a la Badia d'Alcúdia. A més, una zona del Parc Natural de l'Albufera de Mallorca li consta a Sa Pobla, tot i que la majoria, admistrada territorialment per Muro fins avui dia. A més, Sa Pobla gestiona la meitat del recorregut de la carretera de s'Albufera Sa Pobla-Alcudia, fins al pont aproximadament, la resta pertany a Alcúdia.
- En cas hipotètic de no haver escollit la zona territorial de «camp extens i obert» (que se li continua atorgant, ja que no hi ha hagut cap modificació territorial administrativa des de llavors) pel seu popular treball en cultius de manifest social, per part del batle de l'època, aquesta zona de costa s'hauria denominat «Platges de Sa Pobla». Tant és així que cal recordar que en aquells temps no es coneixia una font d'ingrés molt important d'avui dia, i per tant no es pot jutjar les decisions d'aquell moment, que avui predomina pràcticament molt de mercat balear amb aquest negoci tan important com es el turisme, no plantejat que podia haver sorgit i tenir exit, esclar, i com a patrimoni social i economic del que conforma Sa Pobla, les terres de conreu desde fa moltisims d'anys, i que es com s'ha guanyat la riquesea del poble desde llavors.[13][14]

El cultiu per contra, aniria progressivament perdent repercussió social, i molt probablement, economica, trasmés de genereació en generació fins avui. Tots aquests canvis es varen començar a donar entre el 1995-2005 (sese descartar que fos conseqüència en part pel canvi de moneda local de Pesseta a Euro i el registre de ganàncies econòmiques pogués afectar, sense cap confirmació) quan molts de camps de conreu començaren a quedar buits i abandonats, en certa manera, i els que n'hi feien, i en segueixen fent actualment, son molts d'inmigrants provinents d'Àfrica o d'altres indrets, cercant una nova vida.
Avui dia, 2025, malgrat molts de conreus es fan servir delimitadament i no com anteriorment amb cultius a ple rendiment, es segueix valorant de bó tot el que es produeix per la seva qualitat, i que aquest, en molts de casos, es exportat al Regne Unit com a font d'ingrés d'algunes empreses locals, que així fan desde fa més de 20 anys.
Fonts: provenen d'entitat local i comarca. Malgament no s'hagui esmentat en alguns paràfgrefs, ha estat el procés aproximat del succeït en els darrers 20-40 anys, pel que comenta la ciutadania major i resident a la zona. Si hi ha fonts verificables, perfavor, afegiu i modificau la versió (no l'elimineu perfavor!).

## Actes, festes, fires i mercats
- 5 i 6 de gener: Reis d'Orient.
- 10 de gener: Cursa de Sa Llego (7.870 m).
- 16 de gener: Revetla de Sant Antoni (els darrers anys denominada Nit bruixa), amb foguerons, ball de caparrots, xeremiers, sortida de dimonis i de Sant Antoni. La festa es troba documentada des de 1365, segons documentació històrica.
- 17 de gener: Festa de Sant Antoni Abat, sant titular de la parròquia.
- 20 de gener: Festa de Sant Sebastià- Foguerons.
- Febrer: Mitja Marató de Sa Pobla. La Rua.
- Març o Abril: Festes de la Setmana Santa i Romeria a l'oratori de Crestatx, el dimarts de Pasqua.
- Abril.: Premis Alexandre Ballester de Literatura. Trobada Anual d'Escriptors Poblers. Marxa ciclista Sa Pobla.
- 23 d'abril: Dia de Sant Jordi. Festa del Llibre.
- 25 de maig: Corpus Christi: Sortida dels Barretiners.
- Finals de maig: Carrera Solidaria "Junts feim camí" de l'escola Sant Francesc d'Assís. (Anual)
- 20 de Juliol: Festes de la patrona de Sa Pobla, Santa Margalida. Cursa Popular de les Festes.
- 25 de juliol: Festes del patró de Sa Pobla, Sant Jaume. Cursa de cavalls i curses populars diurna i nocturna.
- Agost: Cicle Mallorca Jazz Sa Pobla.
- Octubre: Diada Cicloturística Popular. (Anual- creada en 1990). Fira Anual d'Oportunitats. (Fundada en 2008)
- Novembre: Jornades d'Estudis Locals de Sa Pobla.
- Dia de Tots Sants: Cursa Atlètica "De Sa Pobla a Lluc corrent" (anual).
- Darrers dos cap de setmana de novembre: Fira de Tardor de Sa Pobla, Mercat medieval i Trobada de xeremiers, luthiers i de gegants. Fira Verda.
- Entre finals de novembre i primers de desembre: Cursa Atlètica Sa Pobla-Aucanada (creada en 1975).
- Desembre: Dos primers cap de setmana Mercadet de Nadal
- Primers de Desembre: Cursa Atlètica "Duatló" (inaugurada en 2007)
- Mitjans de Desembre: i Festes de Nadal.

- Tots els diumenges de l'any: Mercat setmanal.

## Centres culturals i Associacions
- Associació GENT COM TU, Carretera d'Inca nº 12, Sa Pobla. 971 54 11 36 - 625.538.364
- Pinyol Vermell.
- OCB- Delegació poblera.
- L'Obreria de Sant Antoni.
- Club d'esplai "Es Jardí Màgic"

- C/ Rosari, 25 Sa Congregació

- AEG Sa Marjal. Parc de Sa Graduada s/n
- Col·lectiu Sa Negreta

## Esports
L'entitat esportiva més important de la vila és la Unió Esportiva Poblera, club de futbol fundat l'any 1935 i que ha disputat la major part de la seva història a Tercera divisió. És el quart equip amb més successos de l'illa, després del RCD Mallorca, l'Atlètic Balears i el rival CE Constància

## Turisme
Llocs destacats per l'ajuntament en el pla de turisme Open Land:
- S'Albufera
- Plaça de l'ajuntament.
- Bodegues Crestatx
- Església parroquial.
- Museu de la Joguina i Museu d'Art Contemporani (Can Planes)
- Museu de Sant Antoni i el Dimoni.
- Sales d'exposicions d'art: Cavallets, Can Planes.

## Poblers destacats
Categoria principal: Poblers
- Joan Mir, noble i militar, s. XVI-XVII
- Capità Pere Antoni Ferragut Cànaves, "Capità Pere", militar i Fill Il·lustre de Sa Pobla (1631-1702)
- Jaume Antoni Serra, carmelita i escriptor religiós (s. XVII-1776)
- Jaume Serra-Poquet i Nadal, jurista i polític (1697-1775)
- Francesc Serra de Gaieta, frare i poeta (?-1778)
- Fra Antoni Serra Serra, frare mínim i escriptor religiós (1708-1755)
- Joan Estaràs Riutort, pintor, escultor i lutier (1747-?)
- Cristòfol Cladera Company, Tresorer Cladera, polític, escriptor, canonge, tresorer eclesiàstic i Fill Il·lustre de Sa Pobla (1760-1816)
- Miquel Josep Cabanelles Cladera, metge epidemiòleg i Fill Il·lustre de Sa Pobla (1760-1830)
- Miquel Socias Caimari, polític, advocat i Fill Il·lustre de Sa Pobla (1841-1904)
- Pere Siquier Pizà, músic i polític (1858-1942)
- Joan Parera Sansó, Vicari Perera (1865-1927)
- Pere Antoni Aguiló Bonnin, Primer exportador de patata de Sa Pobla (1874-1955)
- Antoni Aguiló Valls, "D.Toni Toniet", Prevere i beat (1885-1976)
- Sor Catalina del Carme Caldés Socias Monja, màrtir i beata (1899-1936)
- Miquel Bonnin Fortesa Orador sagrat, poeta, autor de nombrosos goigs (1900-1984)
- Joan Torres Gost Metge, escriptor i Fill Il·lustre de Sa Pobla (1900-1979)
- Gabriel Torres Gost, enginyer industrial i directiu empresarial (1903-1981)
- Bartomeu Torres Gost. Canonge, escriptor i Fill Il·lustre de Sa Pobla (1905-1989)
- Antònia Buades Vallespir, Madò Buades, cantadora de música tradicional (1911-2007)
- Joan Franch Serra, metge i polític (1922)
- Francesc Caimari Alomar, prevere i notari eclesiàstic (1929)
- Agustí Serra Soler, escriptor (1930)
- Pere Torres Siquier, prevere (1930)
- Alexandre Ballester, escriptor i cronista oficial de Sa Pobla (1934-2011)
- Antoni Torrens, Apotecari i fundador dels Dimonis d'Albopàs, de la festa de Sa Pobla a Gràcia (1937)
- Simó Andreu Trobat, Simón Andreu, actor (1941)
- Jaume Cladera Cladera, matemàtic i polític (1941)
- Pere Bonnin Aguiló, escriptor, periodista i traductor (1944)
- Miquel Segura Aguiló, periodista, escriptor i argenter (1945)
- Miquel López Crespí, escriptor (1946)
- Rafel Socias Company, enginyer i poeta (1946)
- Vicenç Soler Reus, arquitecte i ex-batlle (1951)
- Antoni Vallespir Pons, metge (1952)
- Pedrona Torrens Soler, artista i galerista (1952)
- Llorenç Serra Ferrer, entrenador de futbol (1953)
- Rafel Serra de la Creu Bennàsser, Advocat, heraldista i genealogista (1953)
- Sebastià Crespí Rotger, biòleg i analista (1955)
- Antoni Serra Mir, metge i ex-batlle (1956)
- Onofre Pons Sureda, metge oncòleg, polític i escriptor (1956)
- Damià Amer Munar, futbolista (1958)
- Jaume Font Barceló, polític i antic batle de la vila (1961)
- Miquel Bennàssar Bibiloni, professor de música, organista i xeremier (1964)
- Melcior Comes, escriptor (1980)
- Josep Siset, cantant
- Gabriel Arrabal, pilot de cotxes de carrera i campió de Balears de Muntanya absolut i de monoplaces
- Alexandre Cuéllar i Bassols
- Gabriel Serra Barceló, polític i batlle (1974)
- Laura Gost Seguí, escriptora (1993)